# Água Santa (Rio Grande do Sul)
Pour les articles homonymes, voir Água.
Água Santa est une ville brésilienne du nord de l'État du Rio Grande do Sul.

## Géographie
Água Santa se situe à une latitude de 28° 10′ 37″ sud et à une longitude de 52° 02′ 02″ ouest, à une altitude de 650 mètres.
Sa population était de 2 726 habitants au recensement de 2007. La municipalité s'étend sur 292 km2.
Elle fait partie de la microrégion de Passo Fundo, dans la mésoregion du Nord-Ouest du Rio Grande do Sul.